# Lyngdal

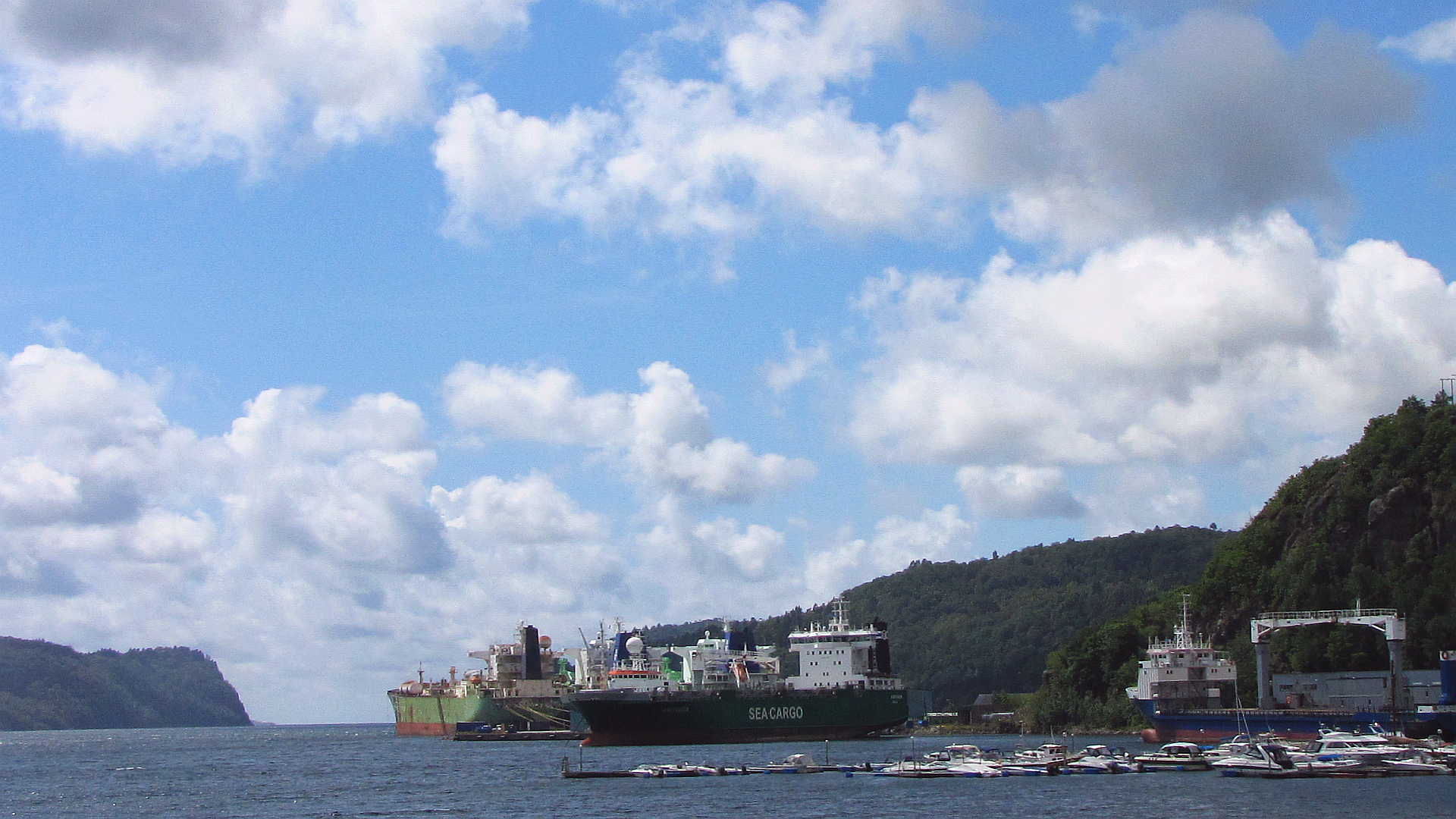
Agnefest nel sud di Lyngdal ha dal 1771 un porto naturale approvato a Rosfjorden

Lyngdal è un comune norvegese della contea di Agder.